# Nižná Kamenica
Nižná Kamenica (deutsch Unterkamenitz, ungarisch Alsókemence) ist eine Gemeinde im Osten der Slowakei mit 718 Einwohnern (Stand 31. Dezember 2024), die zum Okres Košice-okolie, einem Teil des Košický kraj, gehört und in der traditionellen Landschaft Abov liegt.

## Geographie
Die Gemeinde befindet sich am Ostrand des Talkessels Košická kotlina und am Übergang in das östlich gelegene Gebirge Slanské vrchy, im Tal des Baches Svinický potok im Einzugsgebiet der Olšava und somit des Hornád. Das Ortszentrum liegt auf einer Höhe von 308 m n.m. und ist 22 Kilometer von Košice entfernt (Straßenentfernung).
Nachbargemeinden sind Vyšná Kamenica im Norden, Dargov im Osten und, Košický Klečenov im Südosten, Svinica im Süden, Bidovce im Südwesten und Čakanovce im Westen.

## Geschichte
Nižná Kamenica wurde zum ersten Mal 1347 als Kemenche schriftlich erwähnt, weitere historische Bezeichnungen sind unter anderen Also Kemenche (1427), Kemencze (1430), Also Kemencze (1630), Nisna Kamenicza (1773) und Nižná Kamenicza (1786). 1427 wurden 31 Porta verzeichnet und das Dorf war Teil der Herrschaft Svinica und Besitz des Geschlechts Perényi. 1601 lag das Dorf im Herrschaftsgebiet von Trebišov, später gehörten die Ortsgüter den Familien Forgách und Kacsandi. 1828 zählte man 57 Häuser und 406 Einwohner, die als Fuhrmänner, Holzfäller und Landwirte beschäftigt waren.
Bis 1918/1919 gehörte der im Komitat Abaúj-Torna liegende Ort zum Königreich Ungarn und kam danach zur Tschechoslowakei beziehungsweise heute Slowakei.

## Bevölkerung
| Jahr                | 1994 | 2004    | 2014     | 2024     |
| ------------------- | ---- | ------- | -------- | -------- |
| Anzahl der Personen | 473  | 488     | 553      | 718      |
| Unterschied         |      | +3,17 % | +13,31 % | +29,83 % |

| Jahr                | 2023 | 2024    |
| ------------------- | ---- | ------- |
| Anzahl der Personen | 683  | 718     |
| Unterschied         |      | +5,12 % |

Gemäß der Volkszählung 2011 wohnten in Nižná Kamenica 546 Einwohner, davon 506 Slowaken sowie jeweils ein Magyare, Rom, Russine, Tscheche und Ukrainer. Ein Einwohner gab eine andere Ethnie an und 34 Einwohner machten keine Angabe zur Ethnie.
249 Einwohner bekannten sich zur Evangelischen Kirche A. B., 181 Einwohner zur römisch-katholischen Kirche, 37 Einwohner zur griechisch-katholischen Kirche, 18 Einwohner zur reformierten Kirche und 10 Einwohner zu den Zeugen Jehovas. 14 Einwohner waren konfessionslos und bei 37 Einwohnern wurde die Konfession nicht ermittelt.

## Baudenkmäler
- reformierte (calvinistische) Kirche im spätklassizistischen Stil aus dem Jahr 1840[6]
- Landschloss der Familie Forgách im klassizistischen Stil, gegen 1830 erbaut, heute Sitz eines Kinderheims und in einem Flügel Sitz des Gemeindeamts[7]

## Verkehr
Nach Nižná Kamenica führt die Straße 3. Ordnung 3292 als Abzweig der Straße 2. Ordnung 576 (Bidovce–Vranov nad Topľou), eine Lokalstraße verläuft nach Vyšná Kamenica.